# Einar Sanden
Einar Sanden (bis 1959 Fred Einar Ein, * 8. September 1932 in Tallinn; † 18. April 2007 in Cardiff) war ein estnischer Schriftsteller und Verleger.

## Leben
Einar Sanden ging in Tallinn zur Schule und verließ 1944 Estland Richtung Deutschland, wo er nach dem Krieg kurzzeitig das Gymnasium in Eckernförde besuchte und 1948 nach Wales übersiedelte. Nach seinem Schulabschluss in Cardiff studierte er an der dortigen Universität Wirtschaftswissenschaft und Sprache und Literatur. 1983 schloss er das Studium mit dem MA ab, 1984 erfolgte die Promotion zum Dr. phil.
Sanden verdiente sein Geld als Seemann und war ausgesprochen aktiv in exilestnischen Kreisen. Von 1951 bis 1968 war er Vertreter der Union estnischer Seeleute in England, 1975–1999 Leiter des Boreas-Verlags. Seit 1973 lebte er abwechselnd in Spanien und Wales, nach der Wiederherstellung der Unabhängigkeit Estlands auch dort.
Sanden war seit 1970 Mitglied des exilestnischen Schriftstellerverbandes und seit 1995 Mitglied des Estnischen Schriftstellerverbands.

## Literarisches Werk
Sanden debütierte mit Kurzgeschichten in Exilzeitschriften und publizierte 1954 seinen ersten Gedichtband im Selbstverlag. Die Kritik qualifizierte diesen Band als „unreif“ ab, und auch seine späteren Gedichte wurden zurückhaltend beurteilt und als „einfach und holprig“ befunden. Wesentlich erfolgreicher war Sanden auf dem Gebiet der „political fiction“, zumal es dieses Genre in der Sowjetzeit in Estland nicht gab. Mit seinen verschiedenen Romanen im Spannungsfeld von Ost und West, die gekonnt Fakt und Fiktion miteinander vermischen, schuf er ein eigenes Genre. Zum Beispiel schrieb er zwei Romane über den estnischen Kommunisten Karl Säre und dessen wechselvolles Schicksal (Bei Sonnenuntergang verlassen wir Tallinn, 1979, und Herz und Steine, 1982). Lapidar kommt die estnische Literaturwissenschaft zu dem Schluss: „Als Vertreter des politischen Geheimdienstromans ist Einar Sanden eine besondere Erscheinung in der estnischen Literatur.“
Im Alter plante er einen auf sechs Bände angelegten Memoirenroman, von dem zwischen 2001 und 2005 vier Bände erscheinen konnten. Der Schwerpunkt liegt, wie der Untertitel „Morgenstunden“ schon suggeriert, auf der Jugend des Autors, denn am Ende des 4. Bandes ist er gerade einmal 16 Jahre alt.

## Bibliografie
- Tuul üle Andaluusia ('Wind über Andalusien'). Stockholm: E. Ein 1954. 60 S.
- September. Toronto: Orto 1959. 62 S.
- Ungari sügis ('Ungarischer Herbst'). Toronto: ORTO 1959. 295 S.
- Viimne veerand veine. I ja II ('Das letzte Viertel Wein'). Toronto: ORTO 1962. 285, 282 S.
- KGB kutsub Evet. Stockholm: Free Europe Press 1968. 245 S.
  - Englische Übersetzung: KGB calling Eve. A documentary novel. Cardiff: Boreas Publishing House 1978. 224 S.
  - Schwedische Übersetzung: Eva – agent för KGB. Översättning: Carl G. Holm. Enskede: Molnar & Holm / Stockholm: Contra 1979. 192 S.
- Mitme näo ja nimega ('Mit vielen Gesichtern und Namen'). Cardiff: Boreas 1978. 224 S.
- Loojangul lahkume Tallinnast ('Bei Sonnenuntergang verlassen wir Tallinn'). Cardiff: Boreas 1979. 240 S.
- Süda ja kivid ('Herz und Steine'). Cardiff: Boreas 1982. 256 S.
- An Estonian Saga. Cardiff: Boreas 1996. 400 S.
- Hommikutunnid ('Morgenstunden'). Tallinn: Boreas 2001. 280 S.
- Näod ja maskid. Hommikutunnid II ('Gesichter und Masken. Morgenstunden II'). Tallinn: Varrak 2003. 296 S.
- Septembri lapsed. Hommikutunnid III ('Kinder des Septembers. Morgenstunden III'). Tallinn: Eesti Keele Sihtasutus 2004. 310 S.
- Kolme ilmakaare poole. Hommikutunid IV ('Inn drei Windrichtungen. Morgenstunden IV'). Tallinn: Eesti Keele Sihtasutus 2005. 298 S.